# CTLA-4
 (aout 2019).
CTLA-4 (cytotoxic T-lymphocyte-associated protein 4 ou "antigène 4 du lymphocyte T cytotoxique") ou CD152 (cluster de différenciation 152), est un récepteur protéique situé sur la membrane cellulaire des lymphocytes T. Le récepteur CTLA-4 fonctionne comme un point de contrôle immunitaire permettant de modérer la réponse immunitaire. CTLA4 est exprimé constitutivement dans les lymphocytes T régulateurs mais seulement sur activation dans les Lymphocytes T conventionnels – un phénomène souvent exploité par les cancers. Il agit comme un interrupteur — inhibant l'action du lymphocyte — quand il se trouve au contact des protéines CD80 ou CD86 à la surface d’une cellule présentatrice d'antigène.
La protéine CTLA-4 est encodée par le gène Ctla4 chez la souris et par le gène CTLA4 (situé sur le chromosome 2) chez l'humain.

## Histoire
L'antigène 4 du lymphocyte T cytotoxique ou CTLA-4, a été identifié en 1987 par Pierre Golstein et ses collègues. En novembre 1995, les laboratoires de Tak Wah Mak et d'Arlene H. Sharpe ont publié indépendamment leurs découvertes de la fonction de CTLA-4 en tant que régulateur négatif de l'activation des lymphocytes T, par l'étude du knockout du gène de la protéine CTLA-4 chez la souris,.

## Fonction
Le CTLA4 est un membre de la superfamille des immunoglobulines qui est exprimé par les lymphocytes T et transmet un  signal inhibiteur. Le CTLA4 est homologue à la protéine CD28 costimulatrice des lymphocytes T. Ces deux molécules interagissent avec les protéines CD80 et CD86 (aussi appelées B7-1 et B7-2 respectivement) sur les cellules présentatrices d'antigène. Le CTLA-4 s'associe aux CD80 et CD86 avec plus d’affinité que le CD28 lui permettant ainsi de surpasser CD28 pour ses ligands. Le CTLA4 transmet un signal inhibiteur aux cellules T,,,, alors que CD28 transmet un signal stimulateur,. Le CTLA4 est présent à la surface des lymphocytes T régulateurs (Treg) et contribue à leur fonction d'inhibition. L'activation des lymphocytes T par le récepteur des lymphocytes T et le CD28 entraine une augmentation de l'expression du CTLA-4.
Le mécanisme par lequel le CTLA-4 agit dans les cellules T reste toutefois controversé. Des preuves biochimiques suggèrent que CTLA-4 recrute une phosphatase dans le récepteur des lymphocytes T (TCR), atténuant ainsi le signal. Ce résultat n'a pas été confirmé dans la littérature depuis sa première publication. Des travaux plus récents ont suggéré que CTLA-4 peut fonctionner in vivo en capturant et en retirant B7-1 et B7-2 des membranes de cellules présentatrices d'antigène, les rendant ainsi indisponibles pour l'activation du CD28.
De plus, il a été découvert que l’interaction entre une cellule dendritique (CD) et un T-reg provoque la séquestration de fascine-1, une protéine liant l’actine essentielle à la formation de synapses immunitaires et biaise la polarisation de l’actine dépendante de la fascine-1 dans les CD présentant un antigène vers la zone d'adhésion des cellules T-reg. Bien qu’elle soit réversible lors du désengagement des cellules T régulatrices, cette séquestration de composants cytosquelettiques essentiels provoque un état léthargique des CD, entrainant une réduction de l’activation des cellules T. Ceci suggère que le processus d’inhibition immunitaire au moyen des T-reg se décompose en plusieurs étapes. Outre l'interaction CTLA-4 - CD80 / CD86, la polarisation fascinodépendante du cytosquelette en direction de la synapse immunitaire CD - Treg peut jouer un rôle central.